# Medina (contea di Zapata)
Medina è un census-designated place (CDP) degli Stati Uniti d'America della contea di Zapata nello Stato del Texas. La popolazione era di 3 935 abitanti al censimento del 2010.

## Geografia fisica
Medina è situata a 26°55′16″N 99°15′34″W (26.93545, -99.264707).
Secondo lo United States Census Bureau, il CDP ha una superficie totale di 4,63 km², dei quali 4,62 km² di territorio e 0,01 km² di acque interne (0,22% del totale).

## Società

### Evoluzione demografica
Secondo il censimento del 2010, la popolazione era di 3 935 abitanti.

### Etnie e minoranze straniere
Secondo il censimento del 2010, la composizione etnica del CDP era formata dal 95,5% di bianchi, lo 0,2% di afroamericani, lo 0,23% di nativi americani, lo 0% di asiatici, lo 0% di oceanici, il 3,58% di altre razze, e lo 0,48% di due o più etnie. Ispanici o latinos di qualunque razza erano il 97,69% della popolazione.